# جي كيو (الهند)
جي كيو (بالإنجليزية: GQ)‏ هي النسخة الهندية من المجلة الشهرية الأمريكية جي كيو والموجهة للرجال، وتعد هذه الطبعة ال15 ل(جي كيو) على المستوى الدولي، والمكلف بالنشر شركة كوندي ناست الهند المحدودة، والتي تمتلك نسبة 100٪ من كوندي ناست الدولية، وذلك ناتج عن التغيرات التي حصلت في سنة 2005، والذي يؤكد السماح بالإستثمار والتصرف الأجنبي المباشر بما في ذلك الأخبار والمنشورات الشهرية، وتحتل GQ المرتبة الثانية في الهند بعد مجلة (Vogue India)، وهي الأخرى مملوكة من مصدر أجنبي بنسبة 100%، لمجلة GQ مكتب رئيسي في مومباي ومكتب في نيو دلهي.

## اختصاصها
تختص مجلة GQ الهندية في نشر صور المشاهير النجوم من الساحة الفنية الهندية، سواء كانوا ممثلين أو مغنيين أو غيرهم من المشاهير، وهذا عن طريق إقامة جلسات تصويرية خصوصا للفنانات، وأهم الفنانين الذين نشرت صورهم في المجلة سونام كابور وبريانكا تشوبرا إلى جانب الحضور الرجالي المتمثل في أرجون رامبال وسيف علي خان وغيرهم.